# Chromatics
Chromatics [Кромэ́тикс] — американская синтипоп-группа из г. Портленда (штат Орегон), образованная в 2001 году.
В состав группы входят: Рут Раделет (англ. Ruth_Radelet), Адам Миллер, (англ. Adam Miller), Нэт Уокер (англ. Nat Walker) и Джонни Джуэл (англ. Johnny_Jewel).
Первоначально группа играла со звучанием, характерным для панка и лоу-фай, однако в результате многочисленных изменений в составе (единственный первоначальный участник группы — Адам Миллер) её стиль изменился на электропанк-итало-диско.
В 2007 году обновлённый состав группы на лейбле Italians Do It Better издал альбом Night Drive. Альбом содержит элементы синтипопа и постпанка, встречен одобрением критиков. 26 марта 2012 г. выпущен четвёртый альбом Kill for Love. Несколько его композиций использованы в телевизионных сериалах «Сплетница» (англ. Gossip Girl), «Мотель Бейтс» (англ. Bates Motel) и «Мистер Робот» (англ. Mr. Robot), а трек Tick of the Clock включён в фильм «Драйв» (англ. Drive, 2011). Композиция «Тень» (англ. Shadow) появляется во 2 серии 3 сезона драматического сериала Дэвида Линча «Твин Пикс». В декабре 2014 г. группа объявила о пятом студийном альбоме Dear Tommy.

## История

### 2001—2006 годы. Становление коллектива
В первоначальный состав группы Chromatics вошли клавишник Адам Миллер, гитарист Девин Уэлч, басистка Мишель Нолан и барабанщица Ханна Блили. Выпустив в 2003 году дебютный альбом Chrome Rats vs. Basement Rutz, все участники, кроме Адама Миллера, покинули группу и образовали новую — Shoplifting. 

В 2004 году Адам Миллер с обновлённым составом группы выпустил альбом Plaster Hounds. В результате произошедших в 2004—2005 годах изменений в составе группа образовала квартет, состоящий из Адама Миллера, Рут Раделет, Джонни Джуэла и Нэта Уокера. При этом звучание радикально изменилось — от панк-рока к итало-диско. В это время Chromatics много гастролировали вместе с группой Glass Candy, в которой играет продюсер и участник Chromatics Джонни Джуэл (он же вместе с Нэтом Уокером создал группу Desire).

### 2007—2010 годы. Альбом «Ночная поездка» (англ.Night Drive)
В 2007 году на лейбле Italians Do It Better вышел альбом Chromatics под названием Night Drive. Этот студийный альбом признан наиболее успешным из выпущенных Chromatics к этому времени. По мнению Pitchfork, альбом Night Drive вышел прямой противоположностью предыдущему творчеству группы. Вместо лохматой эстетичной нойз-роковой группы Chromatics преподнесли слушателям изысканный синтипоп-квартет.
Остальные релизы включили в себя синглы Nite и In Shining Violence. В 2007 году Chromatics со своими не вошедшими в альбомы композициями In the City, Hands in the Dark и демозаписи к альбому Night Drive — The Killing Spree попали в сборник After Dark, выпущенный лейблом Italians Do It Better.

### 2011—2013 годы. Альбом «Убить за любовь» (англ.Kill for Love)
Chromatics стали узнаваемыми после выхода снятого режиссёром Николасом Виндинг Рефном (дат. Nicolas Winding Refn) фильма «Драйв» (англ. Drive),  в саундтрек к которому вошла композиция Tick of the Clock. Эта же композиция использована режиссёром Оливье Мегатоном (фр. Olivier Megaton) в фильме «Заложница 2» (англ. Taken 2), выпущенном в октябре 2012 г.
23 октября 2011 г. Chromatics выпустили главный трек своего четвёртого студийного альбома Kill for Love, который музыкальные обозреватели окрестили произведением, не оставляющим равнодушных.
23 декабря 2011 г. Джуэл и Уокер, объединившись в совместный инструментальный проект под названием Symmetry, выпустили альбом Themes for an Imaginary Film. Сайт Pitchfork назвал его наиболее амбициозным проектом Джуэла, в который помимо собственных произведений музыканта вошли композиции групп Glass Candy, Desire и Mirage, также записывающихся на лейбле Italians Do It Better. 37 треков альбома представляют собой 2-часовую отборную коллекцию нуар-электро.
В связи с изданием альбома журнал Self-titled писал: «Спустя 5 лет после выхода Night Drive у Chromatics наконец-то появились фанаты…»
11 февраля 2012 г. группа анонсировала 2-й трек с альбома Kill for Love — Into the Black, за которым последовали Lady, Candy.
11 марта 2012 г. Chromatics представлен 5-й трек альбома Back from the Grave.
Пока фанаты ожидали официального релиза альбома, Джуэл заявил, что в него войдут лишь 17 треков из планировавшихся 36-ти.
Kill for Love выпущен 26 марта 2012 г. Критики описали его как «временную петлю…нежное столкновение прошлого, настоящего и будущего».
7 мая 2012 г. в сети Интернет появилась альтернативная версия альбома, состоящая из 11 треков, записанных без ударных инструментов. Синглы с альбома использованы в многочисленных американских телевизионных шоу: «Реванш» (англ. Revenge), «Сплетница» (англ. Gossip Girl), «Ривердэйл» (англ. Riverdale), «Родители» (англ. Parenthood), «13 причин почему» (англ. 13 Reasons Why), «Сотня» (англ. The 100) и «Мотель Бейтс» (англ. Bates Motel). По версии сайта Pitchfork альбом в 2012 году вошёл в восьмёрку лучших.

### 2014 — 2018 гг.
4 декабря 2014 г. группа анонсировала выход 5-го студийного альбома Dear Tommy. Сначала появились синглы с альбома: Just Like You, I Can Never Be Myself When You’re Around и In Films.
3 февраля 2015 г. Chromatics выпустили трёх-трековый сингл Yes (Love Theme from Lost River), который вошёл в саундтрек к режиссёрскому дебюту Райана Гослинга (англ. Ryan Gosling) Как поймать монстра. Саундтрек выпущен  лейблом Italians Do It Better 30 марта 2015 г., фильм вышел на экраны 10 апреля 2015 г., а 5 ноября 2015 г. Chromatics выпустили 7 кавер-версий песни Cyndi Lauper Girls Just Want to Have Fun. Кроме того, 25 августа 2016 г. появился видеоклип на песню Dear Tommy.
21 мая 2017 г. на канале Showtime состоялась премьера третьего сезона возрождённого сериала «Твин Пикс» (англ. Twin Peaks). В конце второго эпизода группа исполняет песню «Тень»(англ. Shadow) в  популярном в южной части вымышленного города Твин Пикс баре Roadhouse, также известном как The Bang Bang Bar.
В июле 2017 г. Chromatics в связи с выходом третьего сезона сериала Твин Пикс выступили в The Bang Bang Bar , где исполнили инструментальную версию песни «Суббота» (англ. Saturday) с нового альбома Джуэла «Открытый всем ветрам» (англ. Windswept). В концерте также участвовали Moby, Sky Ferreira, Hudson Mohawke, Au Revoir Simone, Nine Inch Nails, Dirty Beaches’ Alex Zhang Hungtai, Sharon Katharine Van Etten и другие.
В 2017 году Джуэл выпустил альбом «Цифровой дождь» (англ. Digital Rain) и снялся  вместе с Джеймсом Франко (англ. James Edward Franco) и  Рашидой Джонс (англ. Rashida Leah Jones) в драматическом фильме режиссёра Брюса Тьерри Чунга (англ. Bruce Thierry Cheung) «Не возвращайся с Луны».
Как сообщается на сайте Pitchfork 2015 году Джуэл, поддавшись ощущению скорой смерти, уничтожил весь материал, собранный для альбома Dear Tommy . Правда, затем он его перезаписал. Выпуск альбома планировался осенью 2018 года.
31 июля 2017 г. группой выпущены deluxe версии альбомов Cherry и Kill for Love.

### 2019 год — настоящее время. Альбомы «Ближе к серому» (англ.Closer To Grey), «Исчезло сейчас» (англ.Faded Now)
1 октября 2019 г. вебсайт лейбла Italians Do It Better представил новый альбом Chromatics с неясными названиями как самого альбома, так и треков. После выпуска  в Новой Зеландии альбома выяснилось, что его название «Ближе к серому» (англ. Closer to Grey). Группа через свой аккаунт в Instagram заявила , что Closer to Grey не содержит никакого материала из неопубликованного альбома Dear Tommy, а также то, что данный альбом всё равно будет выпущен (дата выхода не объявлена).
24 января 2020 года Chromatics выпустили новый сингл TOY, а 6 марта — ещё один сингл Famous Monsters. 16 апреля они выпустили трек Teacher и новый трек-лист для Dear Tommy.

## Награды
В октябре 2012 г. Chromatics были приглашены Карлом Лагерфельдом (нем. Karl Otto Lagerfeld) сыграть в Париже на организованном Chanel показе весенне-летней коллекции одежды 2013 года. Группу разместили поверх подиума, что позволило создать на показе специфическую атмосферу эмбиента. Chromatics исполнили 5 композиций из числа старых и новых песен.

## Туры
Chromatics играли на бесчисленном количестве музыкальных фестивалей по всему миру, в том числе  на музыкальном фестивале Pitchfork в Париже, Primavera в Барселоне. В сентябре 2013 г. группа играла на разогреве у The XX в Голливуд-боул (англ. Hollywood Bowl).

## Участники группы
- Рут Раделет (англ. Ruth Radelet) — вокал/синтезатор
- Адам Миллер (англ. Adam Miller) — гитара/синтезатор
- Нэт Уокер (англ. Nat Walker) — гитара/синтезатор
- Джонни Джуэл (англ. Johnny Jewel) — продюсер, мульти-инструменталист

## Дискография

### Студийные альбомы
- Chrome Rats vs. Basement Rutz (Gold Standard Laboratories, 2003)
- Plaster Hounds (Gold Standard Laboratories, 2004)
- Night Drive (Italians Do It Better, 2007)
- Kill for Love (Italians Do It Better, 2012)
- Closer to Grey (Italians Do It Better, 2019)
- Faded Now (Italians Do It Better, 2020)

### Сборники
- Running from the Sun (Italians Do It Better, 2012)

### Синглы и мини-альбомы
- Beach Of Infants / Steps (Hand Held Heart, 2001)
- Arms Slither Away / Skill Fall (K, 2002)
- Cavecare (Hand Held Heart, 2002)
- Ice Hatchets / Curtains (Gold Standard Laboratories, 2003)
- Healer / Witness (Italians Do It Better, 2005)
- Nite (Italians Do It Better, 2006)
- In Shining Violence (Italians Do It Better, 2007)
- In The City (Italians Do It Better, 2010)
- Tick of the Clock (Italians Do It Better, 2012)
- Cherry (Italians Do It Better, 2013)
- These Streets Will Never Look the Same (Italians Do It Better, 2013)
- Yes (Love Theme from Lost River) (Italians Do It Better, 2015)
- Just Like You (Italians Do It Better, 2015)
- I Can Never Be Myself When You're Around (Italians Do It Better, 2015)
- In Films (Italians Do It Better, 2015)
- Shadow (Italians Do It Better, 2015)
- Girls Just Wanna Have Fun (Italians Do It Better, 2015)
- Black Walls (Italians Do It Better, 2018)
- Blue Girl (Italians Do It Better, 2018)
- I'm On Fire (Italians Do It Better, 2018)
- Time Rider (Italians Do It Better, 2019)
- I Want to Be Alone (Italians Do It Better, 2019)
- You're No Good (Italians Do It Better, 2019)
- TOY (Italians Do It Better, 2020)
- Famous Monsters (Italians Do It Better, 2020)
- Teacher (Italians Do It Better, 2020)

## Гостевое участие
| Название                             | Год  | Альбом                                               |
| ------------------------------------ | ---- | ---------------------------------------------------- |
| "Hands in the Dark"                  | 2007 | After Dark                                           |
| "Killing Spree" (Suite 304 Demo)     | 2007 | After Dark                                           |
| "In the City"                        | 2007 | After Dark                                           |
| "Tick of the Clock"                  | 2011 | Drive (Original Motion Picture Soundtrack)           |
| "Tick of the Clock"                  | 2012 | Taken 2 (Original Soundtrack)                        |
| "Looking for Love"                   | 2013 | After Dark 2                                         |
| "Camera"                             | 2013 | After Dark 2                                         |
| "Cherry"                             | 2013 | After Dark 2                                         |
| "Yes (Love Theme from Lost River)"   | 2015 | Lost River (Music from the Motion PictureSoundtrack) |
| "Blue Moon"                          | 2015 | Lost River (Music from the Motion PictureSoundtrack) |
| "Yes" (Symmetry Remix)               | 2015 | Lost River (Music from the Motion PictureSoundtrack) |
| "Yes (Lullaby from Lost River)"      | 2015 | Lost River (Music from the Motion PictureSoundtrack) |
| "Shadow"                             | 2017 | Twin Peaks: Music from the Limited Event Series      |
| "Saturday" (instrumental)            | 2017 | Twin Peaks: Limited Event Series Original Soundtrack |
| "Blinding Lights" (Chromatics Remix) | 2020 | After Hours (Remixes)                                |

## Похожие исполнители
- Glass Candy
- Sally Shapiro
- Cut Copy
- Junior Boys
- Cloetta Paris
- Neon Neon
- The Knife
- Desire